# (64070) NEAT
(64070) NEAT (2001 SS272) – planetoida z pasa głównego asteroid okrążająca Słońce w ciągu 3,87 lat w średniej odległości 2,46 j.a. Odkryta 24 września 2001 roku.